# Castagnole Piemonte
Castagnole Piemonte é uma comuna italiana da região do Piemonte, província de Turim, com cerca de 1.875 habitantes. Estende-se por uma área de 17 km², tendo uma densidade populacional de 110 hab/km². Faz fronteira com None, Piobesi Torinese, Scalenghe, Osasio, Virle Piemonte, Cercenasco, Carignano.

## Demografia
| Variação demográfica do município entre 1861 e 2011                               |
|                                                                                   |
| Fonte: Istituto Nazionale di Statistica (ISTAT) - Elaboração gráfica da Wikipedia |